# تیدیشه
تیدیشه (به آلمانی: Tiddische) یک شهر در آلمان است که در برومه واقع شده‌است. تیدیشه ۱٬۲۹۳ نفر جمعیت دارد.